# Grano (Vezza d'Oglio)
Grano is een plaats (frazione) in de Italiaanse gemeente Vezza d'Oglio.